# Ctenochaetus tominiensis
Ctenochaetus tominiensis · Poisson-chirurgien de Tomini
Espèce
Synonymes
- Ctenochaetus tominienis Randall, 1955

Statut de conservation UICN

 LC  : Préoccupation mineure
Ctenochaetus tominiensis, communément nommé Poisson-chirurgien à deux taches, est une espèce de poisson marin de la famille des Acanthuridae.
Le Poisson-chirurgien à deux taches est présent dans les eaux tropicales de la zone centrale de la région Indo-Pacifique, soit de l'Indonésie aux îles Tonga.
Sa taille maximale est de 16 cm .